# Affaire Barbara Coll
L'affaire Barbara Coll est une affaire criminelle française qui s'est produite le 21 août 1993 à Ramatuelle, dans le Var. Vers 3h30 du matin, le corps sans vie de Barbara Coll, 29 ans, Britannique et mère d'une petite fille, est trouvé, nue, en bordure de la route des plages, près de la villa « la Lorada », par les gardiens de cette villa qui appartient à Johnny Hallyday. 
Ses vêtements sont pliés à côté de son corps. L'autopsie décèle de l'alcool et de la drogue dans son sang, et que le corps a été déplacé.

## Investigations
L'enquête semble se heurter au silence de la jet-set tropézienne.
Le détective privé, Bernard Naranjo, reprend en 1999 des investigations à la demande de la mère de la victime.
En 2000, son ancien compagnon, vendeur de bateaux, est mis en examen pour « non-assistance à personne en danger » et « recel de cadavre ».
Selon lui, celle qui enflammait les nuits de Saint-Tropez, aurait été témoin d'une transaction sur une vente d’armes destinée au Rwanda dans la propriété d'un riche homme d'affaires.

## Documentaires télévisés
- « L'affaire Barbara Coll » le 30 juin 2006 dans Secrets d'actualité sur M6.
- « Le mystère Barbara Coll » le 7 janvier 2009 dans Enquêtes criminelles : le magazine des faits divers sur W9.